# Bernesse
De Bernesse is een Zuid-Franse rivier.

## Bron en loop
De Bernesse is 19,4 km lang en ontspringt op het plateau van Lannemezan gelegen in het departement Hautes-Pyrénées. De rivier mondt bij Montgaillard-sur-Save in het departement Haute-Garonne uit in de linker oever van de Save, die op haar beurt uitmondt in de linker oever van de Garonne.

## Plaatsen aan de Bernesse
- Balesta
- Nizan-Gesse
- Blajan

## Zijrivieren van de Bernesse
De Bernesse heeft geen zijstromen.